# Štakori
Štakori (Rattus) su rod mišolikih glodavaca. Štakore kod nas nazivaju još i pantagana (u Dalmaciji) i pantigana (u Primorju) i parcov (dijelovima u Slavoniji). Ovaj rod sadrži 66 vrsta poteklih s teritorija Azije. Dvije najpoznatije su:
- crni štakor (Rattus rattus)
- smeđi štakor (Rattus norvegicus).

## Opis
Slični su mišu ali veći i dožive oko 5 godina, a po prehrani su svejedi. Nikad ne povraćaju.  Kao kućni ljubimci drže se od 19. stoljeća.
Štakori često žive na staništima blizu ljudskih naselja, ili u naseljima i domovima ljudi, usred obilja hrane. Katkad čine štetu. Podatak da je izazivač (crne) kuge bakterija Yersinia pestis, koja živi u buhama parazitima crnog štakora, i da štakori mogu biti prenositelji još nekoliko ljudskih parazita, čini štakore i higijenskim problemom stanovništva, posebno u velikim gradovima, gdje često žive u kanalizacijama.
Mogu se držati i kao kućni ljubimci (obično se drže smeđi štakori). Inteligentni su te se vole igrati igračkama, a ponašanje im nije isto kao i kod štakora u divljini. Ženke, štakorske patangane, su manje od mužjaka i aktivnije.

## Vrste
Vrste roda Rattus
- Rattus adustus
- Rattus andamanensis
- Rattus annandalei
- Rattus arfakiensis
- Rattus argentiventer
- Rattus arrogans
- Rattus baluensis
- Rattus blangorum
- Rattus bontanus
- Rattus burrus
- Rattus colletti
- Rattus elaphinus
- Rattus enganus
- Rattus everetti
- Rattus exulans
- Rattus feliceus
- Rattus fuscipes
- Rattus giluwensis
- Rattus hainaldi
- Rattus hoffmanni
- Rattus hoogerwerfi
- Rattus jobiensis
- Rattus koopmani
- Rattus korinchi
- Rattus leucopus
- Rattus losea
- Rattus lugens
- Rattus lutreolus
- Rattus macleari
- Rattus marmosurus
- Rattus mindorensis
- Rattus mollicomulus
- Rattus montanus
- Rattus mordax
- Rattus morotaiensis
- Rattus nativitatis
- Rattus niobe
- Rattus nitidus
- Rattus norvegicus
- Rattus novaeguineae
- Rattus osgoodi
- Rattus palmarum
- Rattus pelurus
- Rattus pococki
- Rattus praetor
- Rattus pyctoris
- Rattus ranjiniae
- Rattus rattus
- Rattus richardsoni
- Rattus salocco
- Rattus sanila
- Rattus sordidus
- Rattus satarae
- Rattus simalurensis
- Rattus steini
- Rattus stoicus
- Rattus tanezumi
- Rattus tawitawiensis
- Rattus timorensis
- Rattus tiomanicus
- Rattus tunneyi
- Rattus vandeuseni
- Rattus verecundus
- Rattus villosissimus
- Rattus xanthurus

### Smeđi štakor
Krzno mu je smeđe ili tamnosive boje, na strani trbuha svjetlosivo ili svjetlosmeđe. Dug je do 25 cm te je svejed. Ima precizan sluh te veoma dobro razvijen njuh, dok mu je vid slab. Uglavnom je aktivan noću. 
Rasprostranjen je na svim kontinentima osim Antarktike.

## Vanjske poveznice
Ostali projekti
|  | Zajednički poslužitelj ima još gradiva o temi Štakori |
|  | Wikivrste imaju podatke o taksonu Štakori             |